# Колібабовце
Колібабовце або Колибабівці (словац. Kolibabovce) — село в Словаччині в районі Собранці Кошицького краю. Розташоване на висоті 175 м над рівнем моря. Населення — 188 осіб. Вперше згадується 1567 року. В селі є футбольне поле.
1567 згадується як Kolybabocz, 1808 року — Kolibabce. 1715 року в селі нараховувалося 4 господарства, 1828-го — 20 будинків та 181 мешканець. У 1850—1880-х роках з села виїхало багато мешканців. Від 1920 року — Kolibabovce, угорські назви — Kolibabóc, Bölcsös. Протягом 1939—1944 років було окуповане угорськими військами.

## Населення
| Рік:            | 1994. | 2004.    | 2014.   | 2024.   |
| --------------- | ----- | -------- | ------- | ------- |
| Кількість осіб: | 165   | 189      | 193     | 199     |
| Різниця:        |       | +14,54 % | +2,11 % | +3,10 % |

| Рік:            | 2023. | 2024.   |
| --------------- | ----- | ------- |
| Кількість осіб: | 201   | 199     |
| Різниця:        |       | -0,99 % |

## Пам'ятки
У селі є греко-католицька церква Вознесіння Господа з 20 століття в стилі сецесії.